# Coffy, la panthère noire de Harlem
Pour plus de détails, voir Fiche technique et Distribution.
Coffy, la panthère noire de Harlem (Coffy) est un film de Jack Hill sorti en 1973, représentatif de la blaxploitation, et aujourd'hui surtout célèbre pour sa bande son dont la musique originale est signée par le vibraphoniste Roy Ayers.

## Synopsis
Coffy est infirmière. Alors que sa sœur est droguée, elle décide de prendre les armes et de se lancer dans un combat contre les dealers. Parallèlement elle est la maîtresse d'Howard Brunswick, un homme politique candidat au Congrès et ami avec Carter un policier intègre. Un jour que Coffy et Carter dînent chez ce dernier, il reçoit une proposition par téléphone qu'il refuse (on comprend que cette proposition est liée à la drogue). Quelques instants plus tard deux individus masqués pénètrent dans l’appartement et laissent Carter pour mort. La soif de vengeance de Coffy n'aura à ce moment plus de cesse, elle va remonter la piste des dealers jusqu'à King Georges, le principal fournisseur, puis à Arturo Vitroni, le patron de la mafia locale. Alors qu'elle tente de tuer ce dernier elle est maîtrisée par ses gardes du corps, elle accuse alors King Georges de l'avoir envoyé commettre le crime. Vitroni se débarrassera de King Georges de façon sadique, puis convoquera Howard Brunswick à une réunion où assistent de hauts fonctionnaires de police. L'un de ceux-ci a en effet reconnu en Coffy la petite amie de Brunswick et veut en avoir le cœur net. Brunswick se révèle alors aussi corrompu que les autres et indique à Vitroni qu'il peut tuer Coffy. Celle-ci est emmenée en voiture dans un lieu isolé.  Grâce à son charme, sa ruse et sa ténacité, elle parvient (difficilement) à s'en sortir, revient dans la maison où a lieu la réunion et tue tout le monde, sauf Brunswick qui est parti. Elle sait où le rejoindre, elle le menace et il essaie de s'en sortir par un flot de paroles qui finissent par troubler Coffy mais, quand celle-ci s'aperçoit que le politicien est en compagnie d'une autre femme, elle tire sur lui puis s'en va sans son arme, sa vengeance étant accomplie.

## Fiche technique
- Réalisation et scénario : Jack Hill
- Musique : Roy Ayers (Polydor Records)
- Directeur artistique : Perry Ferguson II
- Décors : Perry Ferguson II
- Photographie : Paul Lohmann
- Montage : Chuck McClelland
- Producteur : Robert Papazian, Salvatore Billitteri (exécutif), Samuel Z. Arkoff (exécutif)
- Distribution :  American International Pictures
- Format : Couleur • 1,85 : 1 • 35mm
- Budget : 500 000$
- Langue : anglais
- Dates de sortie :
  -  France : 14 décembre 1973

## Distribution
- Pam Grier : Coffy
- Booker Bradshaw : Howard Brunswick, le candidat député
- Robert DoQui : King George
- William Elliott : Carter, un policier ami de Coffy
- Allan Arbus : Arturo Vitroni
- Sid Haig : Omar, un homme de main de Vitroni
- Barry Cahill : McHenry; un agent de police corrompu
- Jeff Burton : Dr. Brannan
- Eugene Jackson : L'homme au rally (non crédité)
- Lyman Ward : l'aide-soignant
- Lee de Broux : Nick, un agent de police
- Ruben Moreno : Ramos
- Lisa Farringer : Jeri, une des "filles" de King George
- Carol Locatell : Priscilla (crédité comme Carol Lawson)
- Linda Haynes : Meg, une des filles de King George
- John Perak : Aleva
- Mwako Cumbuka : Grover, l'homme de main de Sugarman
- Morris Buchanan : Sugarman
- Bob Minor : Puces

## Bande originale
La musique originale de ce film a été composée par Roy Ayers. Dee Dee Bridgewater, alors au début de carrière, est dépéchée en sidewoman ainsi que son mari trompettiste buggliste Cecil Bridgewate pour assurer les vocaux des titres 1 et 7.

### Index des titres
1. Coffy Is The Color - 3:03
2. Priscilla's Theme - 3:58
3. King George - 3:00
4. Aragon - 2:55
5. Coffy Sauna - 2:16
6. King's Last Ride - 1:10
7. Coffy Baby - 2:26
8. Brawling Broads - 2:46
9. Escape - 2:18
10. Shining Symbol - 3:53
11. Exotic Dance - 3:18
12. Making Love - 2:49
13. Vittroni's Theme - King Is Dead - 2:03
14. End Of Sugarman - 1:05

### Interprètes de la bande originale
| - Roy Ayers : vibraphone + vocaux (1 et 3) - Richard Davis : basse acoustique et électrique - Dennis Davis : batterie - Cecil Bridgewater : buggle - Billy Nichols, Bob Rose : guitare - Harry Whitaker : piano électrique, orgue, clavecin, piano | - William King : congas, bongos, percussions - Emanuel Vardi, Haffy Lookofsky, Irving Spice : instruments à cordes - Garnett Brown, Wayne Andre : trombone - Jon Faddis : trompette - Dee Dee (Denise) Bridgewater : vocaux (1 et 7) - Wayne Garfield : vocaux (1 et 10) |